# Bagne de la Guyane française
Le bagne de la Guyane française (ou bagne guyanais) est un ensemble de camps et pénitenciers situés en Guyane, utilisés entre 1852 et 1953, ancienne colonie pénale devenue département et région d'outre-mer français.

## Histoire du bagne guyanais
Dès la Révolution française, dans le cadre de la réaction thermidorienne, des députés conventionnels (comme Billaud-Varenne et Collot d'Herbois en juillet 1795 ou les 65 déportés de Fructidor en septembre 1797), des journalistes, des monarchistes et des prêtres sont déportés à Cayenne et à Iracoubo. Au total, on recense plus de 330 déportations durant cette période. Cependant, les bagnes de Guyane ne sont officiellement dédiés aux travaux forcés qu’en 1852.

### Buts et contexte de la création du bagne
Alors qu'est discutée la transportation de milliers de forçats hors de la Métropole, les bagnes portuaires de Toulon, Rochefort et Brest sont bondés et correspondent à un modèle économique dépassé au vu de la modernisation possible des infrastructures portuaires. Les prisons sont également pleines et coûtent cher à entretenir ; on s'émeut de l'augmentation de criminalité dans les villes  . D'où l'idée de s'inspirer du modèle britannique et d'envoyer les indésirables - criminels et opposants politiques -  à l'autre bout du monde. On se décide pour la Guyane. En parallèle, la France envoie également des prisonniers en Nouvelle-Calédonie à partir de 1863. 
Le travail forcé des bagnards est censé faire progresser la colonisation de la Guyane, peu développée économiquement et faiblement peuplée,,. L'idée est que leur travail permette de réaliser les travaux nécessaires les plus durs, tels que le drainage de marécages, la construction de routes ou la pose de pipelines. La création de cette infrastructure est censée faciliter l'arrivée de colons honnêtes et travailleurs. On imagine par ailleurs qu'après avoir été soumis à un travail exténuant, les forçats vont connaître une forme de rédemption morale, qu'on pourra récompenser par la suite en leur confiant des tâches moins rudes. Une fois libérés mais astreints à résidence, ces anciens forçats deviendront les futurs colons de la Guyane, se mêlant au reste de la population, fondant des familles, s'adonnant à l'agriculture et recréant sous les Tropiques une France rurale idéalisée. Outre l'éloignement pour extraire du corps social les individus perçus comme criminels et dangereux, la création du bagne de la Guyane repose ainsi sur deux utopies : la régénération des individus par le travail et la colonisation des marges de l'Empire par l'exil forcé,.
La population libre d'ascendance européenne est alors minoritaire en Guyane française. L'arrivée de prisonniers français fait craindre à certains que la hiérarchie raciste existante soit mise à mal. D'un autre côté, la colonie souffre d'un grand manque de main-d’œuvre depuis l'abolition de l'esclavage en 1848.

### 100 ans de bagne en Guyane
Les bagnards sont amenés par bateau en Guyane. Les départs se font depuis le fort de Saint-Martin-de-Ré à l'île de Ré. Au gré des besoins, les bateaux font différentes escales pour récupérer d'autres prisonniers, notamment en Algérie. En effet, ce sont les personnes condamnées aux travaux forcés dans l'ensemble de l'empire français qui sont susceptibles d'être envoyées au bagne de la Guyane,.
Les premiers transportés sont envoyés dans des camps autour de Cayenne. 
Dès le départ, l'administration pénitentiaire sépare les condamnés en deux catégories en fonction de leur origine, d'une part la race noire, qui regroupe tous les prisonniers d'origine africaine et asiatique excepté les Algériens, d'autre part les "Européens" qui regroupe Européens et algériens. Le premier bagne pour personnes dites de race noire est installé à la montagne d'Argent; les premiers prisonniers y arrivent en octobre 1852 et sont logés dans les cases où avaient été logés précédemment des esclaves. 
Suite à la haute mortalité des détenus, mais également de leurs gardiens, les autorités pénitentiaires décident de la création d'un territoire pénitentiaire loin de Cayenne, le long des berges du fleuve Maroni, à l'ouest de la Guyane française. Un territoire de 1 600 000 hectares est ainsi délimité et les forçats sont mis au travail pour la construction d'une nouvelle ville, Saint-Laurent-du-Maroni. Le but est d'y réaliser l'utopie rurale prévue, des ex-détenues françaises sont censées accepter d'y migrer librement et d'y établir une colonie de peuplement avec les anciens bagnards.    
Cette première époque du bagne se transforme en une véritable hécatombe humaine due à une administration défaillante, aux nombreuses épidémies et aux mauvais traitement infligés aux prisonniers.
À ces deux types d’internement s’ajoute une déportation des opposants politiques et des condamnés pour haute trahison – à l’exemple du capitaine Dreyfus qui arrive au bagne sur l'île du Diable le 12 mars 1898. Les bagnes de Guyane deviennent ensuite des outils de répression contre les mouvements d’indépendance des sociétés coloniales. Les Indochinois succèdent aux Algériens dans les années 1930.

### Démantèlement
Il faudra des années de témoignages pour abolir le bagne. Par exemple, le journaliste Albert Londres se rend au bagne de Cayenne en 1923, et en tire un reportage indigné sur les horreurs commises. Son reportage suscitera de vives réactions dans l'opinion mais aussi au sein des autorités pour l'amélioration des conditions de détention. Des campagnes de dénonciations comme celle menées par la Ligue des Droits de l’Homme ou l’Armée du Salut de Charles Péan militent pour que la loi sur la Transportation disparaisse du Code Pénal français. L'officier Charles Péan publie à ce propos l'ouvrage Terre de bagne en 1933. Il installe une ferme pour les détenus libérés autour de la colline de Montravel (Rémire-Montjoly) dotée d'une pêcherie, d'un poulailler, d'animaux de boucherie, de vergers (agrumes, bananes) et d'espace de maraîchage. Cette ferme alimente un hospice et un restaurant à Cayenne réservés aux libérés. Les libérés travaillant sur la ferme reçoivent chaque mois un petit pécule qui facilite leur retour par bateau vers l'Hexagone, une fois le doublage terminé. Les bananes sont exportées vers l'Hexagone. La réquisition de ces navires lors de la seconde guerre mondiale fait s'écrouler ce système.
Un décret-loi du Front populaire, proposée par le député guyanais Gaston Monnerville, alors Sous-Secrétaire d'État aux colonies, abolira officiellement le bagne en 1938. Cependant, si les convois vers la Guyane cessent, les prisonniers déjà présents sont sommés de finir leur peine, et une nouvelle hécatombe verra le jour sous le régime de Vichy, années d’horreurs où les difficultés matérielles se superposent à de nouvelles logiques concentrationnaires. Les derniers bagnards rapatriés quittent la Guyane le 1er août 1953. Au total, plus de 3 000 rapatriés ont quitté la Guyane entre 1946 et 1953 par groupes de 200 à 300 sur le navire affrété par l’Armée du salut.

### Après le bagne
Par la suite, selon des estimations, quelques centaines d'anciens bagnards décidèrent de rester. En 1956, la journaliste Ingeborg de Beausacq écrit : « Parmi les anciens bagnards qui sont demeurés en Guyane, la plupart ont trouvé du travail. Ils cherchent à oublier et à faire oublier leur passé. D’autres n’ont pas eu cette chance : trop âgés ou trop malades pour subvenir à leur entretien, ils ont été hospitalisés dans des hôpitaux dont ils n’ont aucun espoir de sortir un jour. Oubliés par leurs familles, indésirables, ils rêvent d’un asile français d’une infirmière française, de la douce France qu’ils ne reverront jamais… ». Certains d’entre eux sont néanmoins parvenus à s’insérer économiquement dans la société guyanaise et y ont fondé des familles. Mais selon Robert Vignon, premier préfet de la Guyane en 1947 et maire de Maripasoula de 1969 à 1976, affirme « qu’il est possible de compter sur les doigts d’une seule main ceux qui ont acquis une certaine aisance ». En 1960 et 1963, deux reportages de l'émission Cinq colonnes à la une se penchent sur leurs cas. Ils relèvent que les expressions créoles « pòpòt » (popote) et « vyé blanng » (vieux blanc) sont toujours employées en Guyane pour désigner des « Blancs » qui en sont natifs. Toutefois, le sens de ces expressions était bien plus péjoratif lorsqu’elles étaient employées dans les années 1960 à l’encontre des anciens bagnards. Au début des années 1980, le journaliste Jean-Claude Michelot affirme qu’il n’y reste plus qu’une trentaine d’anciens forçats, tous âgés de 75 à 85 ans.

## Décrets et lois: transportation, déportation, relégation et exil

### Déportation
Au total, 329 personnes sont condamnées à la déportation au bagne de la Guyane entre 1848 et 1938. 

### Transportation
Décret du 27 mars 1852 : ce décret stipule que les personnes condamnées aux travaux forcés seront envoyées au bagne de la  Guyane et que les personnes déjà condamnées aux travaux forcés et purgeant leur peine sur le territoire de la métropole y seront également envoyés. Cette catégorie de bagnards sont des détenus de droits commun; la transportation est une modalité d'exécution de la peine des travaux forcés. 
La transportation est abrogée par un décret-loi du 17 juin 1938.    
Au total, 77'520 hommes sont transportés en Guyane (de 1852 à 1938) ainsi que 315 femmes de (1852 à 1907) pour y effectuer leur peine de travaux forcés.     

### Relégation
La loi du 27 mai 1885 instaure la peine de relégation : soit  « l’internement perpétuel sur le territoire des colonies ou possessions françaises » des délinquants et criminels multirécidivistes. […] Cette loi établit une « présomption irréfragable d’incorrigibilité », c’est-à-dire qu’elle fixe un nombre de peines, une quantité d’infractions au-delà de laquelle un individu est déclaré totalement inamendable par la pénalité classique ». Cette loi distingue, dans une logique criminologique, les délinquants par accident des délinquants « par nature ». Elle repose sur les constats pseudo-scientifique de la criminologie naissante autour de l’Italien Lombroso : la criminalité est un « mauvais gène », la misère son « bouillon de culture ».
La relégation est ainsi une peine supplémentaire infligée par les tribunaux en cas de récidive. Pour certains crimes, il suffit d'une seule récidive pour y être condamné; pour d'autres délits, tels que le vagabondage, il faut sept récidives avant de se la voir infligée. De 1887 à 1897, les relégués étaient envoyés en Guyane et Nouvelle-Calédonie, puis, à partir de 1897, uniquement en Guyane. En 1907, la peine de relégation a été abrogée pour les femmes et remplacée par l'interdiction de séjour en France pendant 20 ans. La relégation a été définitivement supprimée du droit français par la loi du 17 juillet 1970, instituant pour les récidivistes la tutelle pénale.
Au total, 22'163 hommes et 519 femmes sont envoyés à la Guyane au titre de l'application de la loi de 1885. 

### Exil
La loi du 30 mai 1854 est une loi qui porte sur l'exécution de la peine des travaux forcés et qui instaure le doublage ainsi que l'exil à vie : les personnes condamnées à des peines inférieures à 8 ans doivent continuer à résider en Guyane française pour le même temps que celui de leur peine de travaux forcés tandis que ceux condamnés à des peines égales ou supérieures à 8 ans doivent y résider toute leur vie.

## Évasions
L'emplacement et l'environnement propre aux différents lieux de détention du bagne de la Guyane française rendent les évasions particulièrement difficiles à organiser et dangereuses. La Guyane hollandaise voisine remet systématiquement aux autorités françaises les évadés qu'elle capture sur son sol. Les habitants de la Guyane française - tant la population libre que les relégués - reçoivent des récompenses s'ils dénoncent les évadés. 
S'enfuir par voie terrestre implique de s'enfoncer dans une jungle dense, au risque d'y mourir de maladie, de faim ou de déshydratation. S'enfuir par voie maritime implique de naviguer dans des eaux infestées de requins. Cette deuxième option est cependant celle qui offre le plus de chances de succès.

## Récidive
Les personnes astreintes à résidence après avoir effectué leur peine de travaux forcés sont censés être le fer de lance de la colonisation française en Guyane, participer à son peuplement et à son développement économique. Dans les faits, nombre de personnes libérées récidivent et sont à nouveau condamnées aux travaux forcés.   
Au terme de leur peine, les libérés perçoivent de l’administration pénitentiaire un pécule leur permettant d'affronter leurs premiers jours. C'est insuffisant pour acheter un lopin de terre ou acheter un billet retour vers la France.    

## Liste des camps et pénitenciers
- Bagne de Cayenne (Cayenne)
- Bagne des Îles du Salut (dépendantes de Cayenne) dont fait partie l'Île du Diable
- Bagne de Mana (ou bagne des femmes)
- Bagnes de Saint-Laurent-du-Maroni (Saint-Laurent-du-Maroni et Saint-Jean-du-Maroni)
- Camp Charvein (dit « Camp de la Mort »)
- Camp Crique Anguille (Montsinéry-Tonnegrande) ou Bagne des annamites car on y trouvaient principalement des opposants indochinois à la colonisation française
- Camp des Hattes
- Camp de la Montagne d'Argent (embouchure de l'Oyapock)
- Camp du kilomètre quarante
- Camp de l'îlet Saint-Louis
- Camp de la Montagne d'Argent
- Camp de Saint-Augustin
- Camp de Sainte-Anne
- Camp de Sainte-Marguerite
- Camp de Sainte-Marie
- Camp de Saint-Georges
- Camp de Saint-Jean
- Camp de Saint-Maurice
- Camp de Charvein
- Camp de Saint-Philippe
- Camp de Saint-Pierre
- Camp de Sparouine
- Camp des Malgaches
- Camp d'Organabo
- Camp Godebert
- Camp La Forestière
- Camp Tollinche
- Camp Saut Tigre
- Nouveau Camp
- Pénitencier de l'Îlet la Mère
- Pénitencier de Kourou (Kourou)

Plusieurs pénitenciers flottants se trouvaient au large de Cayenne et Kourou et se nommaient La Chimère, Le Grondeur et La Truite.
Il existait aussi des fermes pénitentiaires (à l'image du camp de la crique Passoura, dans la région de Kourou).
Les bagnards lépreux étaient regroupés dans des zones de quarantaine (île de la Quarantaine à Saint-Laurent-du-Maroni, Léproserie de l'Acarouany, Cayenne).

## Détenus célèbres

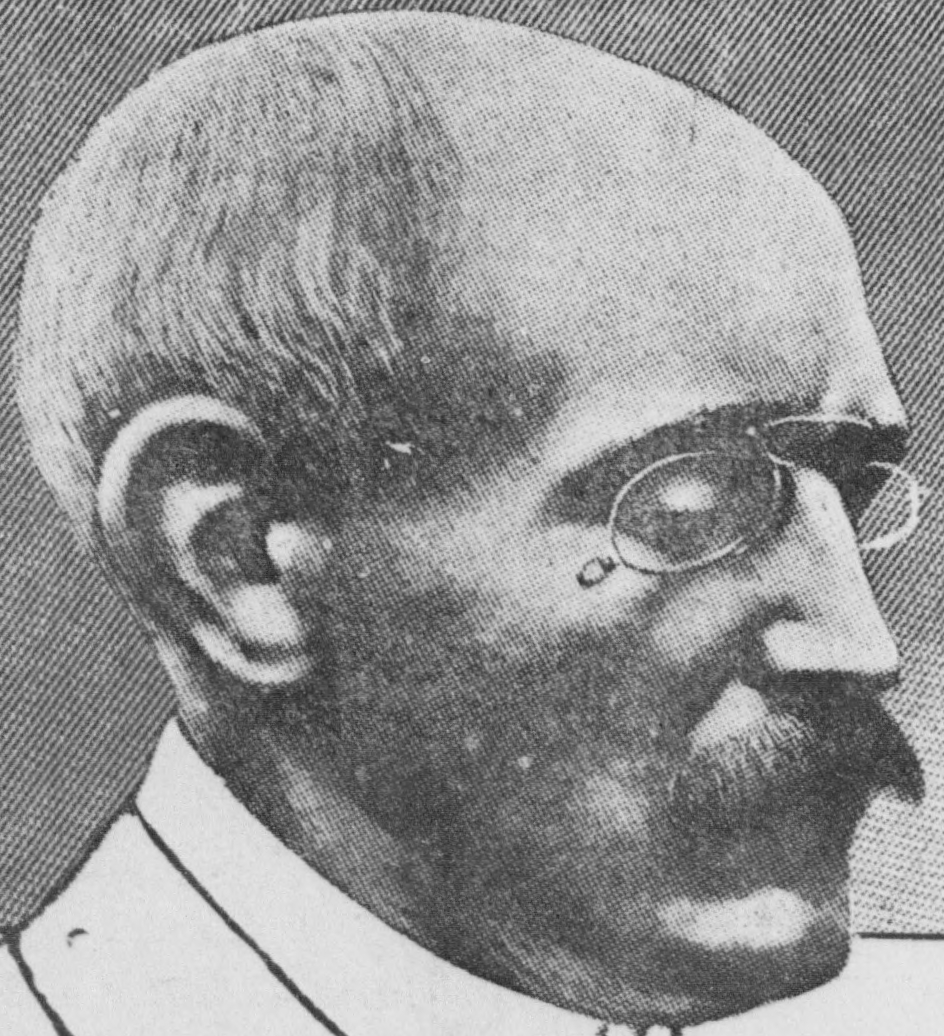
Alfred Dreyfus en 1903.

- Les leaders algériens des révoltes de 1871 (Révolte de Mokrani) et 1914
- Médard Aribot (1901-1973)
- Jean-Charles-Alphonse Avinain (1798-1867)
- Marie Bartête (1863-1938)
- Giovanni Batistoti
- René Belbenoît (1899-1959)
- Pierre Bougrat (1889-1962), médecin marseillais condamné pour meurtre et évadé notoire, qui a refait sa vie au Vénézuela.
- Charles Brunier (1901-2007), surnommé "Bébert le tatoué"[28]
- Henri Charrière (1906-1973), dit Papillon (auteur du livre Papillon, dont a été tiré le film Papillon)
- Auguste Courtois (1862-1918)
- Guy Davin, dont le procès a été très médiatisé en 1932-1933
- Jean De Boë (1889-1974)
- Charles DeRudio (1832-1910)
- Alfred Dreyfus (1859-1935)
- Clément Duval (1850-1935)
- Georges Etiévant (1865-1900)
- François Frean
- Marius Jacob (1879-1954), un modèle pour Arsène Lupin
- Francis Lagrange (1894-1964)
- Rouget le Braconnier (1817-1858)
- André Maturette (en) (1914-?)
- Félix Milani
- Tom O'Brien (swindler) (en) (1851c-1904)
- Joseph Pleigneur dit Manda (1876-1936)
- Paul Renuci
- Vere St. Leger Goold (1853-1909)
- Paul Roussenq (1885-1949), dit L'Inco
- Guillaume Seznec (1878-1954)
- Benjamin Ullmo (1882-1957) (opium)
- Raymond Vaude

### Films -Documentaires
- Terre d'expiation, documentaire de P.A. Martineau filmé en 1939 (28 min) et analysé dans Mystères d'archives - 1939, Dernières images du bagne de Guyane (saison 4) de Serge Viallet (2013)
- Papillon (1973), réunissant Steve McQueen dans le rôle d'Henri Charrière (Papillon), et Dustin Hoffman dans celui de Louis Delga
- Île du Diable
- Films sur l'île du diable (en)
- Guyane, du bagne aux étoiles, documentaire de Jil Servant, 2020, Whats Up Productions